# Baligówka (polana)

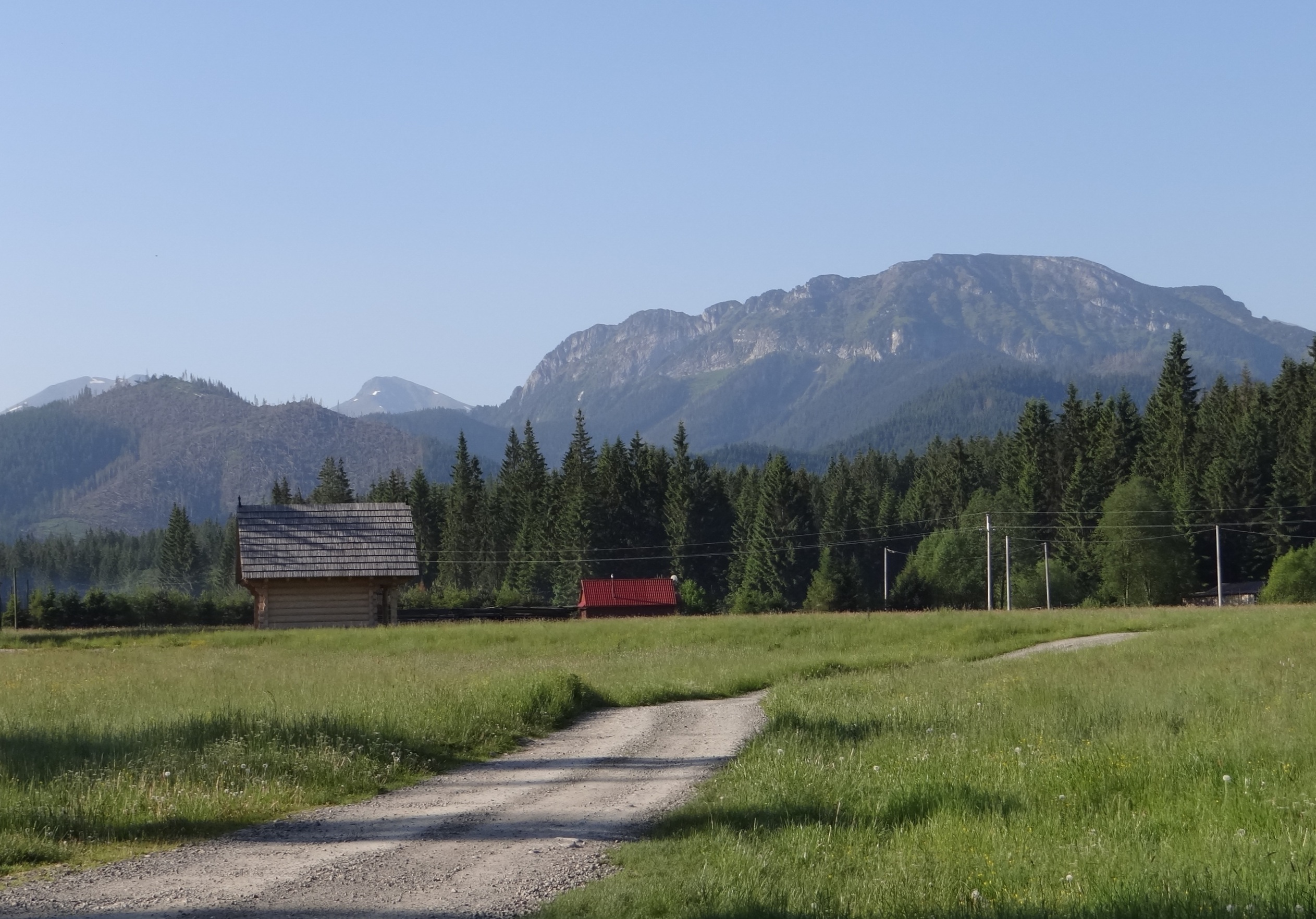
Baligówka

Baligówka – rozległa polana pasterska zlokalizowana na orograficznie lewych zboczach doliny Czarnego Dunajca, u podnóża Hurchociego Wierchu, nad potokami: Przybylanka i Biała Przybylanka. Położona jest ona na wysokości ok. 840–900 m n.p.m. Od południa sąsiaduje ona z polaną Solarzówka.
Przez polanę przebiega droga wojewódzka nr 958, która dzieli ją na dwie części. Część zachodnia jest w dużej mierze zajmowana przez osiedle Długoszówka, natomiast wschodnia jest niezabudowana i okazjonalnie odbywa się na niej wypas. Z rzadkich roślin na polanie występuje m.in. żurawina drobnoowocowa.
Administracyjnie polana leży na terenie wsi Witów i znajduje się pod zarządem Wspólnoty Leśnej Uprawnionych Ośmiu Wsi.